# Estadi Op Flohr
L'Estadi Op Flohr és un estadi multiús a la ciutat de Grevenmacher, Luxemburg.
Actualment es fa servir principalment per a partits de futbol i és l'estadi del Club Sportif Grevenmacher. Té capacitat per a 4.062 persones.

## Galeria

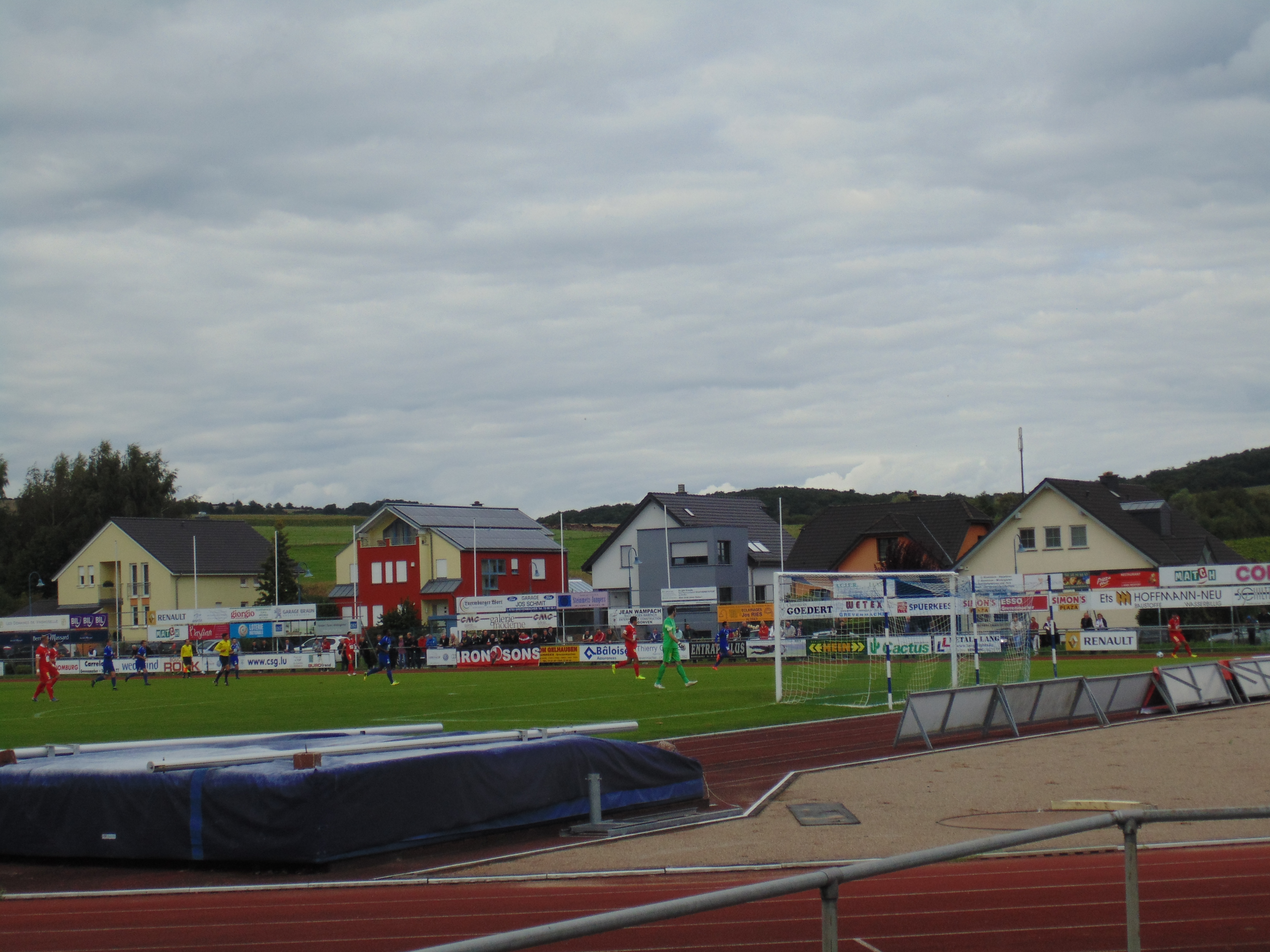
Stade Op Flohr, costat sud-est
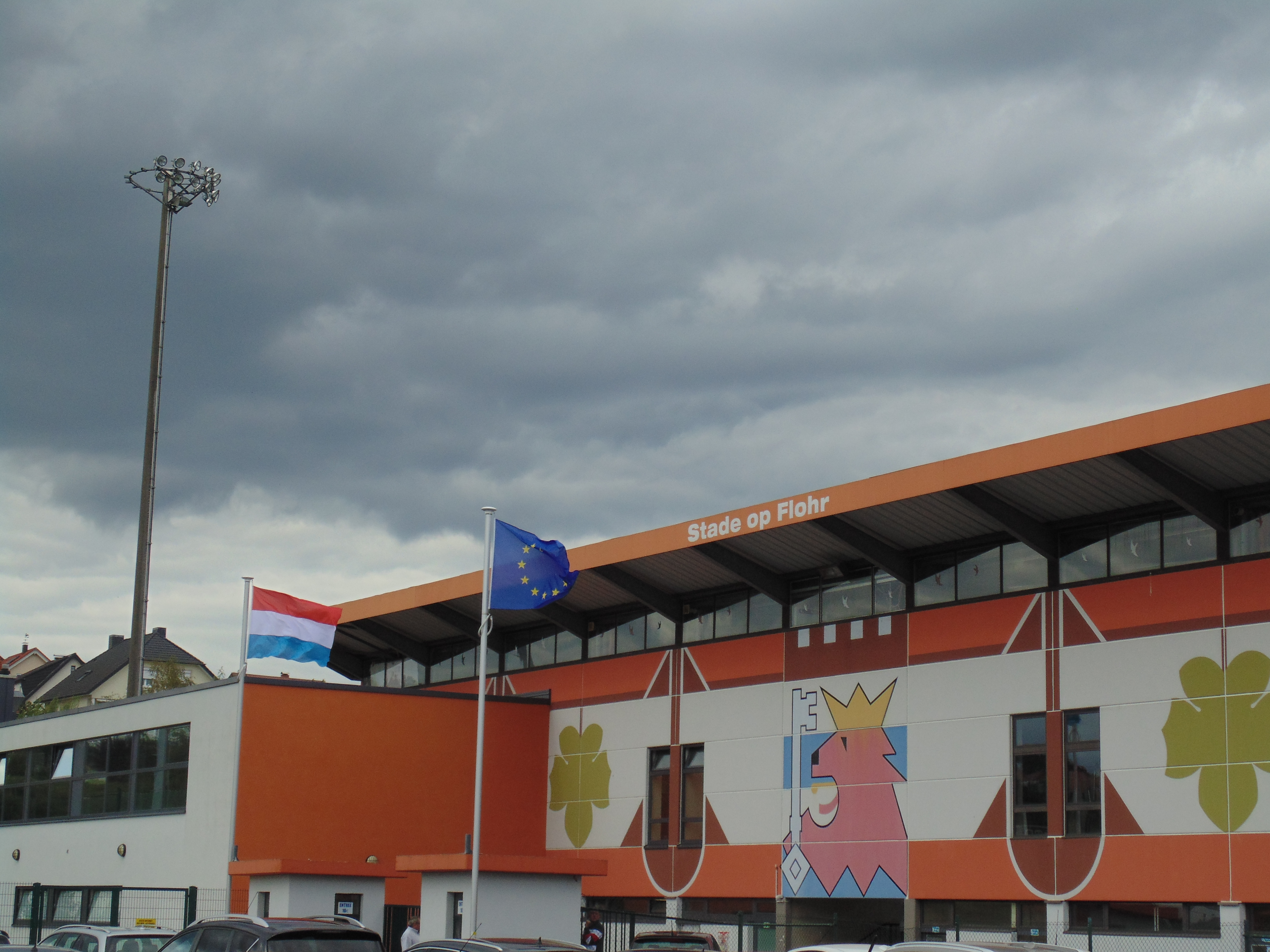
Stade Op Flohr, entrada